# Macedónia a 2011-es úszó-világbajnokságon
Macedónia a 2011-es úszó-világbajnokságon két úszóval vett részt.

## Úszás
Férfi
| Versenyző       | Esemény                       | Selejtező | Selejtező | Elődöntő | Elődöntő | Döntő             | Döntő             |
| Versenyző       | Esemény                       | Idő       | Helyezés  | Idő      | Helyezés | Idő               | Helyezés          |
| --------------- | ----------------------------- | --------- | --------- | -------- | -------- | ----------------- | ----------------- |
| Marko Blazevski | Férfi 800 méteres gyorsúszás  | 8:27.39   | 46        |          |          | Nem jutott tovább | Nem jutott tovább |
| Marko Blazevski | Férfi 400 méteres vegyesúszás | 4:32.96   | 31        |          |          | Nem jutott tovább | Nem jutott tovább |

Női
| Versenyző       | Esemény                     | Selejtező | Selejtező | Elődöntő | Elődöntő | Döntő             | Döntő             |
| Versenyző       | Esemény                     | Idő       | Helyezés  | Idő      | Helyezés | Idő               | Helyezés          |
| --------------- | --------------------------- | --------- | --------- | -------- | -------- | ----------------- | ----------------- |
| Simona Marinova | Női 800 méteres gyorsúszás  | 9:12.47   | 32        |          |          | Nem jutott tovább | Nem jutott tovább |
| Simona Marinova | Női 1500 méteres gyorsúszás | 17:44.99  | 26        |          |          | Nem jutott tovább | Nem jutott tovább |